# 金絲雀虉草
金絲雀虉草（学名：Phalaris canariensis），又名金丝雀园草芦、加拿丽鹬草、加那利鹬草，是一年生禾本科單子葉植物，原产於非洲北端、欧洲南端和地中海沿岸的温带地区，目前在世界各地均有生长，主要用于饲养鸟类、牧草和贸易。
中国新疆於1975年从澳大利亚引进金丝雀虉草。

## 形态
金絲雀虉草是路边常见的野草，喜干燥土壤。金絲雀虉草高大粗壮，茎杆笔直，表面无毛，一般从根部起有2－6个分支，株高通常为0.6－1.8 米。舌叶明显且有膜，长0.6－0.8厘米，尖端为圆形。叶片倾斜，长8.9－25.4 厘米，宽0.6－1.9 厘米，扁平，上下表面常较为粗糙，中脈为浓绿色。
圆锥花序紧密坚挺，有时稍扩散，主干长7.6－40.6 厘米，一般有3－16个分支，分支长1.2－3.8 厘米。花束密集，花期为5月－6月中旬或8月。花序刚长出时为绿色或淡紫色，成熟后变为黄褐色。颖片为白绿色。

## 用途
金絲雀虉草的种子为茶色，表面有光泽，含有大量的蛋白质和脂肪，常作为鸟类，尤其是金丝雀的食物，这就是“金絲雀虉草”一名的来源。金絲雀虉草种子常与较为廉价的油菜籽、小米、黍和紫穗稗（Echinochloa esculenta）种子混合使用。种子需要保存在干燥的环境中，并且不能有害虫存在。
加那利群岛、意大利和北非的人们将金絲雀虉草作为一种食物。在其种子所含脂肪中，有84%是不饱和脂肪酸，将来有可能成为植物牛油和其他人造脂肪的原料。
在工业上，可将金絲雀虉草种子生产的淀粉浆料用于优质棉织物和丝制品的制作中。这种淀粉将来有可能应用于化妆品制造。

## 栽培

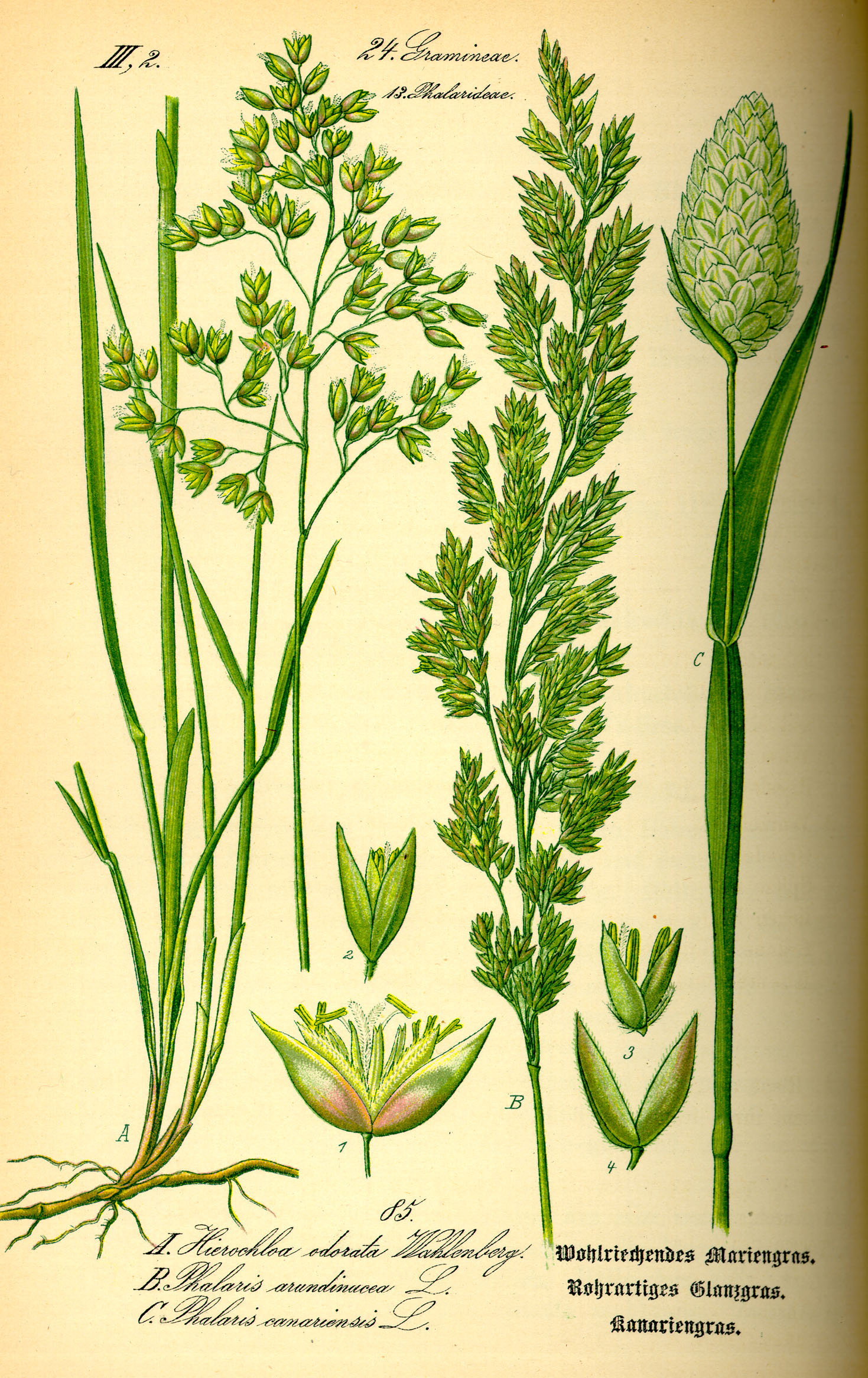
德国生物学家Otto Wilhelm Thomé的绘图

### 气候
白日长且温暖、晚间凉爽的地区适合金丝雀虉草生长，与硬红春麦一样都是寒季作物。金丝雀虉草对高温不适应，因此在夏季较热的地区会大幅减产。其耐热性和耐旱性都比小麦要差。

### 土壤
金丝雀虉草可种植在多种土壤中，但是在中高肥力的重粘质壤土中生长得最好。金丝雀虉草需要大量水分以达到最大产量，因此保水性差的沙质土不利于其生长。其对盐土的耐受力要好于小麦。

### 耕作播种
耕作方式对金丝雀虉草也有影响，相比使用凿形犁或旋耕机耕作，其在使用型板式犁耕作的土地上产量更高，也更有利于控制杂草。
金丝雀虉草在土地刚刚解冻的早春时节就要播种，如果晚播种会造成减产。

### 病害
金丝雀虉草对氟乐灵和扑草灭十分敏感，因此前一年使用过这两种除草剂的土地不宜种植金丝雀虉草。目前对於金丝雀虉草几乎没有适宜的除草剂可以使用，因此需要用耕作的方法除草。
对於金丝雀虉草，病虫害不是一个大问题，不过蚜虫会在鼓粒期时伤害金丝雀虉草，而目前有多种杀虫剂可以解决此问题。

### 收割

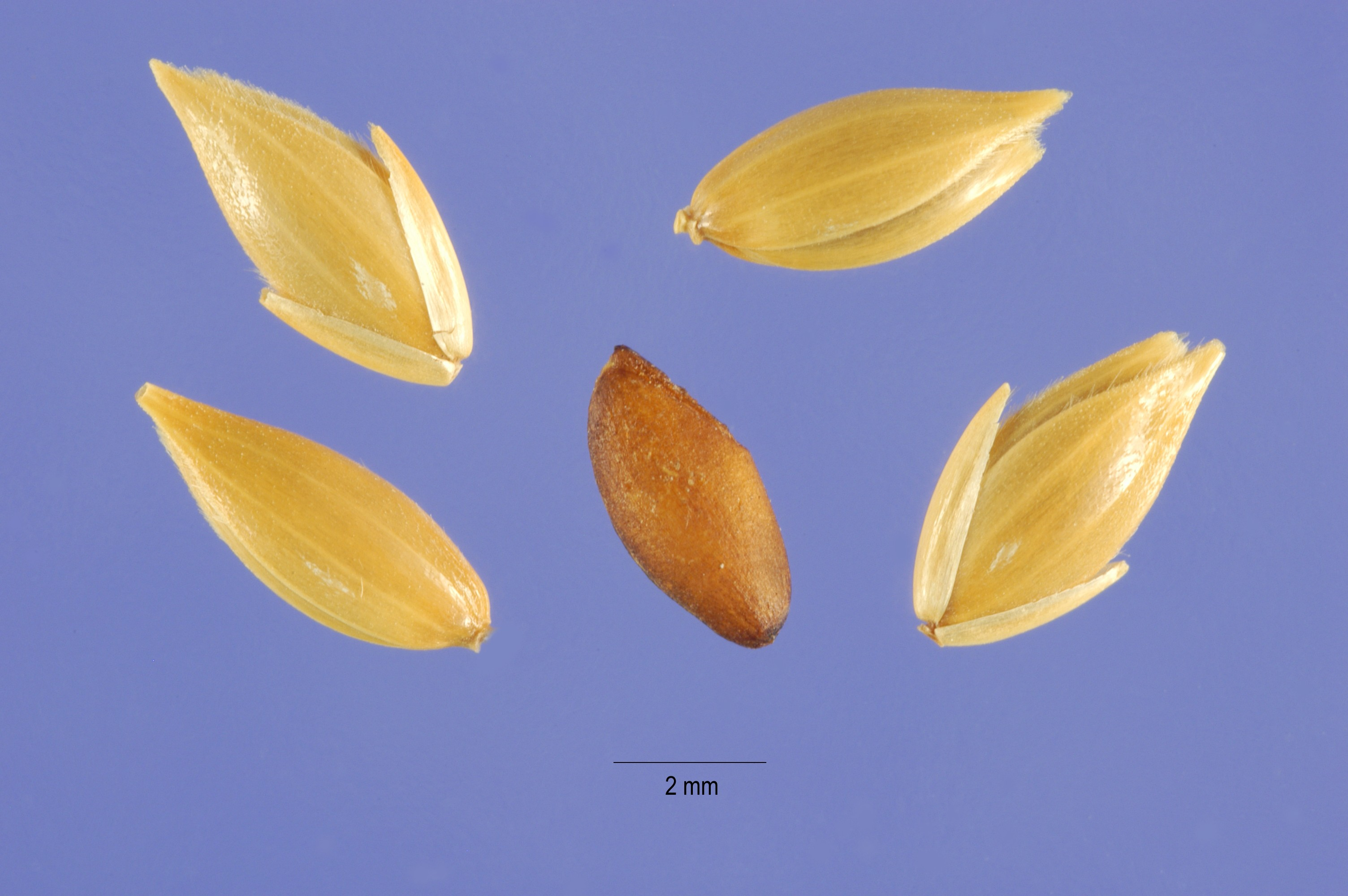
种子

当籽粒坚实且顶穗变为浅米黄色时，表明金丝雀虉草已成熟。金丝雀虉草的圆锥花序抗落粒性强，这样在收割之前种子就能完全成熟。直接使用联合收割机是比较常用的方式，不过使用收割机前铺条也是很有效的。
种子最好不要脱皮，因为这样会混入杂质，所以收割机推荐的滚筒角速度为500－750RPM。脱粒间隙前端为5－9 毫米，末端为3－5 毫米，且应在低风速条件下。在天气炎热时，金丝雀虉草上的尘土尤其多，因此要注意佩戴防尘面具。

## 科学实验
1880年，查尔斯·达尔文父子用金丝雀虉草的幼苗进行了胚芽鞘的向光性实验，通过研究胚芽鞘的向光弯曲现象，发现了植物的生长素。1934年，荷兰科学家弗里茨·科戈（Fritz Kogl）和德国化学家Arie Jan Haagen-Smit等人分离出这种生长素，经鉴定知道这种物质就是吲哚乙酸。

## 近缘物种
金絲雀虉草与小子虉草（Phalaris minor）、虉草（Phalaris arundinacea）是近缘物种。小子虉草的顶穗形似密穗小麦，外观与金絲雀虉草极为相似，难以分辨。虉草是多年生的野生草料植物，其与金絲雀虉草的顶端都是序状，不过虉草的顶穗较为细长，而且一般生长在水边。